# دیوید مناشری
دیوید مناشری (به عبری: דוד מנשרי)(متولد ۱۹۴۴) استاد و محقق اسرائیلی در حوزه تاریخ مدرن ایران است. او همچنین، متخصص مدیر و مؤسس مرکز مطالعات ایران در دانشگاه تل آویو نیز می‌باشد.
تمرکز او بر سیاست، جامعه، دین و سیاست اسلام شیعه در ایران می‌باشد است. از دیگر حوزه‌های تخصصی وی می‌توان به سیر تحول تاریخ آموزش در منطقه خاورمیانه اشاره کرد.
او در حال حاضر محقق ارشد در مرکز آلیانس در شاخه تاریخ مدرن ایران و همچنین مرکز موشه دایان برای مطالعات خاورمیانه و مطالعات آفریقا می‌باشد.

## دانشگاه
دیوید مناشری دکترای خود را در شاخه تاریخ خاورمیانه در دانشگاه تل آویو در سال ۱۹۸۲ اخذ کرد. او در آستانه انقلاب ۱۹۷۹ دو سال در ایران صرف انجام تحقیقات خود در دانشگاه‌های ایران نمود.
استاد شناخته شده بین‌المللی، محقق، مدرس و پژوهشگر در دانشگاه پرینستونبا، کرنلهای، شیکاگو، ییل، آکسفورد، ملبورن، موناش (استرالیا), مونیخبا، ماینز و دانشگاه واسدا (توکیو) بوده‌است. او در دوران تحصیل از بنیاد فورد، فولبرایت و بن گوریون کمک مالی دریافت کرد.

## انتخاب انتشارات
- ایران در انقلاب (Tel Aviv, 1989; در زبان عبری)
- ایران: یک دهه از جنگ و انقلاب (New York, 1990)[۹]
- انقلاب ایران و جهان اسلام (ed. , Boulder, CO, 1991)[۱۰]
- آموزش و پرورش و ساخت مدرن ایران (Ithaca, NY, 1992)[۱۱]
- بنیادگرایی اسلامی: یک چالش برای ثبات منطقه (ed. , Tel Aviv, 1993; در زبان عبری)
- ایران: بین اسلام و غرب (Tel Aviv, 1996; در زبان عبری)
- انقلاب در یک تقاطع: ایران در سیاست‌های داخلی و منطقه ای و جاه طلبی (واشینگتن، DC, 1997)
- آسیای مرکزی در دیدار میانه (ed. , لندن، 1998)[۱۲]
- پس از انقلاب سیاست در ایران: دین، جامعه و قدرت (London, 2001)[۱۳]
- دین و دولت در خاورمیانه (co-ed. با Liora Hendelman Baavour تل آویو، ۲۰۰۶; در زبان عبری)